# 加利西亚的丹尼尔

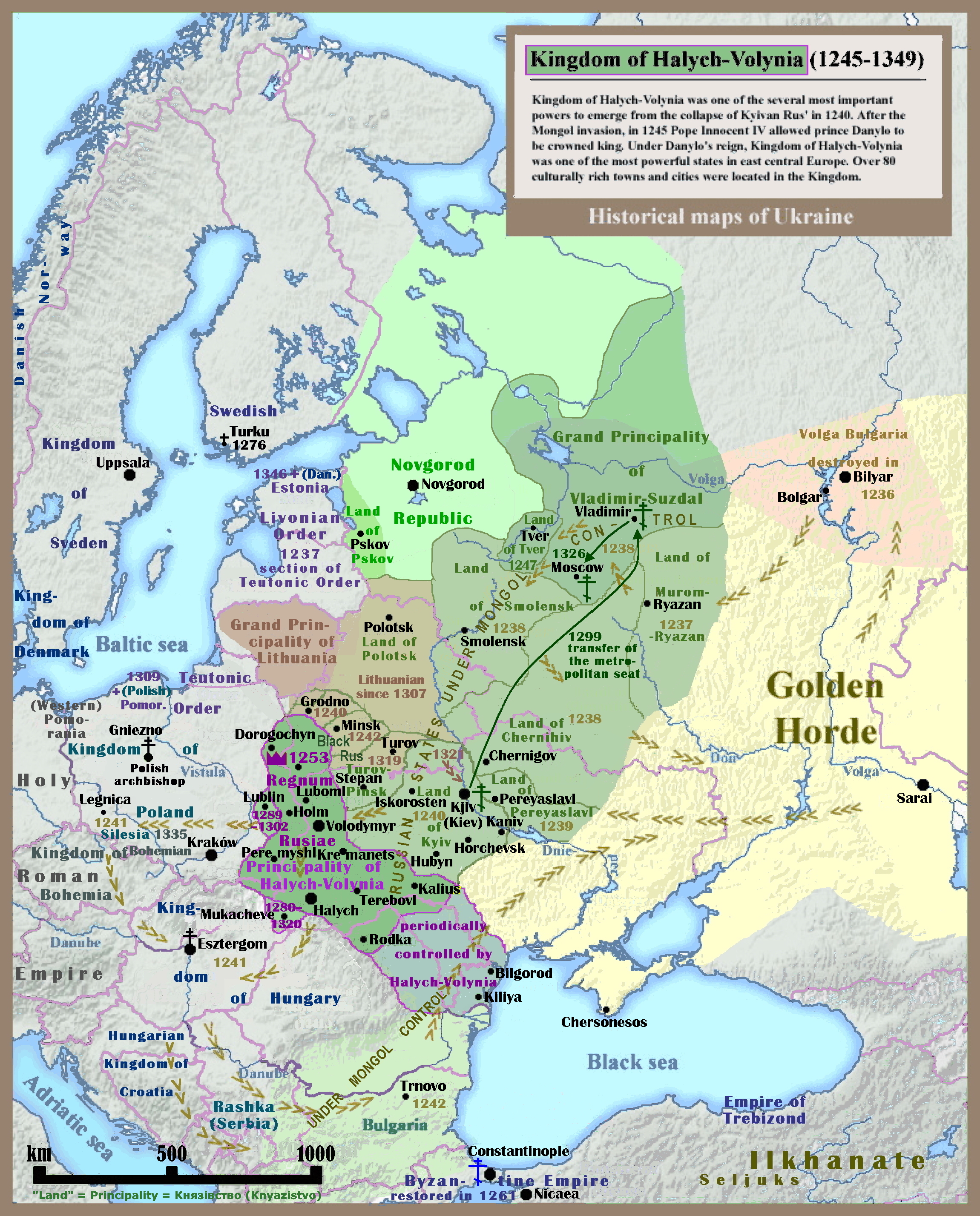
加利西亞－沃里尼亞王国（1245年至1349年）

加利西亚的丹尼尔一世或丹尼尔·罗曼诺维奇或达尼洛·哈利茨基（羅馬化：Danylo Halytskyi；1201年—1264年），加利西亚（哈利奇）國王（1205年-1255年）、普热梅希尔國王（1211年）和弗拉基米爾大親王（1212年-1231年）。他在1253年受德罗希琴一位罗马大主教加冕为第一位鲁塞尼亚国王（1253年-1264年）。

## 生平
1205年，在父亲加利西亚·沃里尼亞统治者罗曼二世·姆斯季斯拉维奇战死后，加利西亚的贵族将四岁的丹尼尔和他母亲拜占庭的安娜驱逐。这帮贵族在1213年安插自己人手当王公，之后波兰人和匈牙利人便进犯公国，表面上宣称支持丹尼尔和瓦西里科掌权，实际是将该国瓜分。1219年，他宣布将加利西亚让给他岳父姆斯季斯拉夫·姆斯季斯拉维奇。
1221年，丹尼尔恢复对沃里尼亞的统治，在那里贵族和人民仍然效忠于他。1234年他击败亚历山大·弗塞沃洛多维奇，占领贝尔兹公国。到了1238年，他已击败多布林骑士团，收复加利西亚大部，其中包括首府加利西亚。当普鲁士人受到条顿骑士团的压力时，丹尼尔试图征服与其相关的约特温吉亚人。
第二年，丹尼尔取得前基辅罗斯传统意义上的首都，基辅。面对蒙古帝國西征的威胁，他派指挥官德米特罗保卫此城。但是，在漫长的围困下基辅城墙被攻破，尽管城内战局猛烈，基辅还是在1240年陷落，并遭到极大破坏。一年后，蒙古人在与波兰王國和匈牙利王國对战时，经过加利西亞和沃里尼亞，并对加利西亚造成破坏。1245年8月17日，丹尼尔在雅罗斯拉夫击败切尔尼戈夫王公、不忠的贵族、匈牙利人和波兰人（参见多布林骑士团）构成的联军，并取得加利西亚剩余的部分，于是，他父亲的国土在他手中恢复了。他让他兄弟瓦西里科统治沃里尼亞，自己保持加利西亚的头衔，虽然这两个地方的实权仍掌握在他手中。
丹尼尔的国内政策致力于使国家稳定，经济发展。在他治下，日耳曼、波兰和罗斯的商人受邀进入加利西亚，一些亚美尼亚人和犹太人在当地城镇定居下来。丹尼尔建立利沃夫（1256年）和海乌姆（以他儿子之前的名字命名），又在其他的很多城市中加强防御。他派官员保护农民防止他们被贵族剥削，并组成以农民为基础的重步兵军队。
丹尼尔的成功以及他在基辅防御上的失败甚至已经引起了蒙古人更大的兴趣。1246年，他被召集到金帐汗国首都，伏尔加河岸的萨莱，并被迫向蒙古称臣。根据乌克兰历史学家奥列斯特·苏布泰利尼的说法，拔都汗递给丹尼尔一杯发酵的马奶酒，告诉他要适应它的味道，因为“现在你是我们的人了”。
丹尼尔一方面正式向蒙古称臣，并被迫向蒙古提供兵员，另一方面制定针对金帐汗国的外交政策。他与波兰王国和匈牙利王国建立紧密的外交关系，并请求英诺森四世组建十字军支援。为回馈教皇的帮助，丹尼尔提出让他的土地接受罗马教会当局统治，但这个保证从未被履行。为争取扩大统治范围，教皇鼓励丹尼尔抵抗蒙古人和他在西方的敌国，1253年，教皇的代表在布格河岸的德罗希琴为丹尼尔加冕。但是丹尼尔不只想要得到承认，并痛苦地表示，在得到王冠时，他想要的是一支军队。第二年，丹尼尔在波尼齐亚和沃里尼亞击退斡儿答汗之子库雷木萨的攻击，并安排对基辅的远征。尽管开始取得胜利，在1259年，布伦代和诺盖汗率领蒙古军队进入加利西亚和沃里尼亞，并发出最后通牒：丹尼尔需将自己的城防毁掉，要不然布伦代向他的城镇发起攻击。丹尼尔遵照通牒，并将城墙推倒。
丹尼尔在他统治末期推行王室联姻政策，他派一子一女与立陶宛大公国的明道加斯的子女结婚，并得到立陶宛让给波兰的土地。他的另一个女儿乌丝蒂妮娅与弗拉基米尔-苏兹达尔王公安德烈·雅罗斯拉维奇结婚。他也安排他儿子罗曼与巴本堡王朝嗣女格特鲁德结婚，但未能让他取得奥地利公爵之位。
到1264年去世时，丹尼尔已经将他父亲的土地重建并扩大，挫败波兰和匈牙利的扩张威胁，尽力减小金帳汗國对西乌克兰的影响力，并提高他的领地的经济水平和社会标准。他儿子列夫一世继承加利西亚。

## 家庭
母亲
- 安娜，据称是拜占庭贵妇人（—1219年后），在1200年至1205年为加利西亚-沃里尼亞王妃，在1203年至1205年为基辅大公夫人。

父亲
- 罗曼二世·姆斯季斯拉维奇（约1150年—1205年6月19日于扎维霍斯特遇害），1168年至1170年为诺夫哥罗德王公；1173年至1187年，1188年至1205年为沃里尼亞王公，；1187年至1188年，1199年至1205年为哈利奇王公，1203年至1205年为基辅大公。

配偶
- 诺夫哥罗德的安娜（—1252年前），1218年，姆斯季斯拉夫·姆斯季斯拉维奇之女
- 无名氏，立陶宛明道加斯国王的侄女

兄弟
- 瓦西里科·罗曼诺维奇（1203年—1269年），1207年-1211年为贝尔兹王公，1221年—1231年为布列斯特王公，1231年—1269年为沃里尼亞王公

姐妹
- 加利西亚的费奥多拉（—1200年后），1187年（也可能1188年）嫁给加利西亚的瓦西里科
- 加利西亚的玛利亚（—1241年），1200年之前嫁给切尔尼戈夫的米哈伊洛（后为基辅大公，最终封为圣人）

儿子
- 伊拉克利·达尼洛维奇（约1223年—1240年）
- 列夫·丹尼洛維奇（约1228年—约1301年），貝爾茲王公；1264年成為加利奇王公；1271年成為基輔大公
- 罗曼·达尼洛维奇（约1230年—约1261年），1255年？至1260年？为黑鲁塞尼亚（新格鲁多克）和斯洛尼姆王公
- 姆斯季斯拉夫·达尼洛维奇（—1300年后），1265年—1289年为卢茨克王公，1289年至1300年后为沃里尼亞王公
- 斯瓦尔恩（Svarn、Shvarno、Švarnas、Ioann；—1269年，葬于海乌姆），1264年至1267年（1268年—1269年？）为立陶宛大公，1264年至1269年为海乌姆亲王。

女儿
- 配列娅丝拉娃（—1283年4月12日），约1248年与谢莫韦特一世结婚
- 乌丝蒂妮娅，1250年/1251年与弗拉基米尔-苏兹达尔的安德烈二世结婚
- 索菲娅·达尼洛夫娜，1259年与海因里希五世·施瓦尔兹伯格-布兰肯伯格伯爵结婚